# The fucking new guy
The fucking new guy (« le putain de nouveau gars »), abrévié FNG, est un terme péjoratif, rendu populaire auprès des combattants, des aumôniers militaires et des médecins de combat de l'armée américaine et du corps des Marines américains déployés en Asie du Sud-Est pendant la guerre du Viêt Nam, généralement pour désigner les nouveaux arrivants.
Le nom du groupe d'astronautes 8 de la National Aeronautics and Space Administration (NASA), sélectionné en janvier 1978, est « TFNG ». Ce serait une abréviation délibérément ambiguë : à des fins publiques, il signifie Thirty-Five New Guys (« Trente-cinq nouveaux gars »), mais au sein du groupe lui-même, il est connu pour représenter cette expression.